# 12975 Efremov
12975 Efremov este un asteroid din centura principală de asteroizi.

## Descriere
12975 Efremov este un asteroid din centura principală de asteroizi. A fost descoperit pe 28 septembrie 1973 la Observatorul de Astrofizică din Crimeea de Nikolai Cernîh. Asteroidul prezintă o orbită caracterizată de o semiaxă mare de 2,59 ua, o excentricitate de 0,14 și o înclinație de 15,1° în raport cu ecliptica.